# Анкара-Арена
Анкара-Арена (тур. Ankara Spor Salonu) — крита спортивна арена у столиці Туреччини Анкарі. Відкрита у квітні 2010 року. 
Будівництво завершили до Чемпіонату світу з баскетболу 2010; домашня арена для клубів ТБА CASA TED Kolejliler і Türk Telekom B. K.
Вміщує 10 400 глядачів (однак за даними Міжнародної федерації волейболу 16.07.2022 півфінальний матч Ліги націй 2022 між жіночими збірними Туреччини та Італії відбувся за присутности 15 420). 